# Compétence (jeu de rôle)
Pour les articles homonymes, voir Compétence.
 (janvier 2025).
Si vous disposez d'ouvrages ou d'articles de référence ou si vous connaissez des sites web de qualité traitant du thème abordé ici, merci de compléter l'article en donnant les références utiles à sa vérifiabilité et en les liant à la section « Notes et références ».

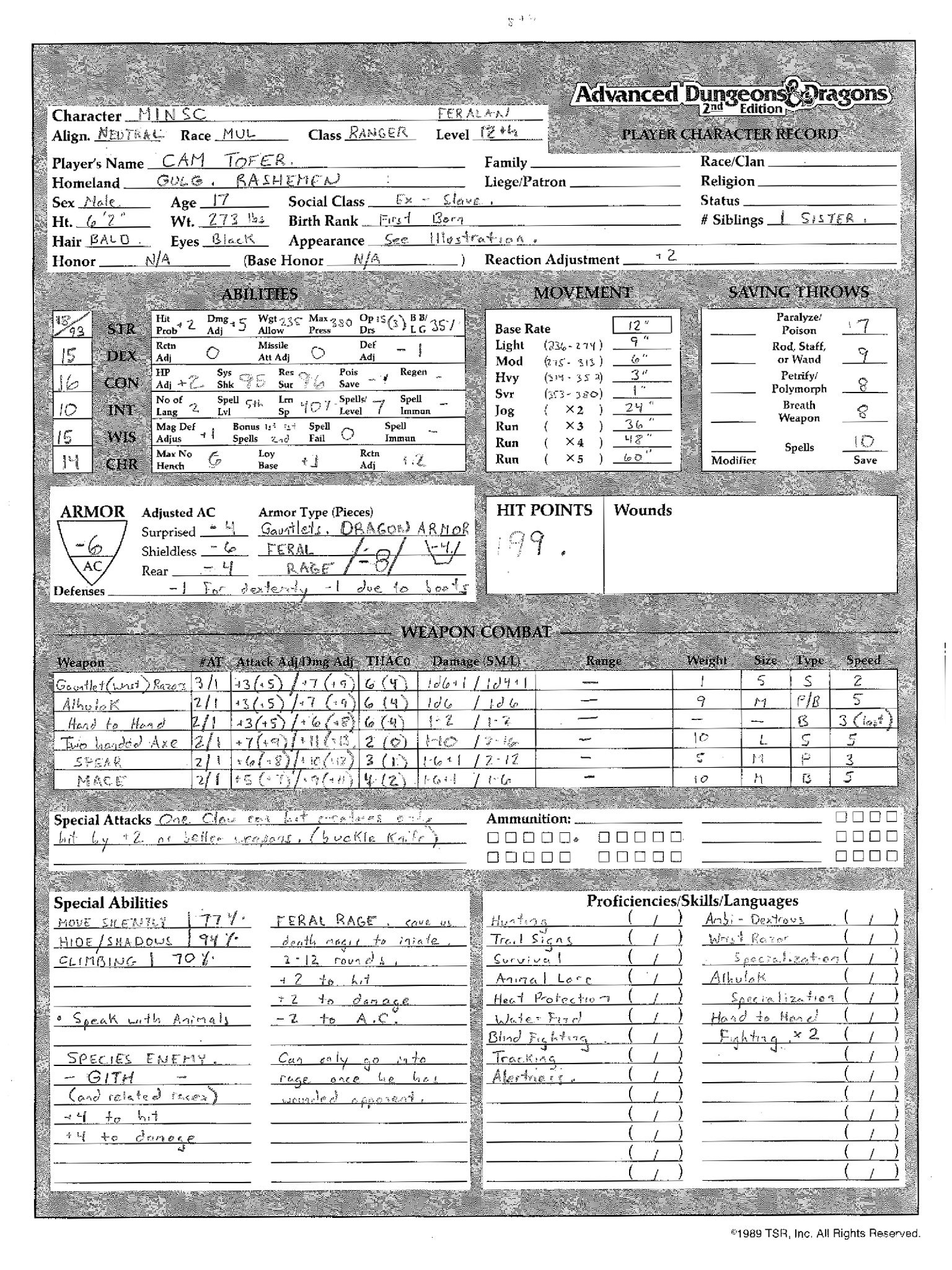
Fiche d'un personnage de Donjons et Dragons sur laquelle sont indiquées en bas à gauche des compétences (special abilities).

En jeu de rôle, une compétence, ou aptitude, est une valeur chiffrée indiquant la maîtrise du personnage pour une activité spécifique. Contrairement aux caractéristiques qui figurent les capacités générales et intrinsèques d'un individu, comme la force ou la volonté, les compétences figurent son aptitude à des tâches spécifiques que tout le monde ne maîtrise pas nécessairement : conduire un véhicule, coder un logiciel informatique, faire de la recherche en physique nucléaire...
Une compétence est une capacité acquise, par l'enseignement, l'entraînement et la pratique. Elle se rapproche de la notion de métier, de savoir-faire. Elle peut également être utilisée pour simuler une connaissance théorique précise : ainsi on peut connaître par cœur l'histoire de l'escrime sans jamais avoir manié une épée.
En fonction des règles, une compétence peut avoir ou non une valeur maximale et influera sur la vitesse d'exécution, les chances de réussite, la qualité du résultat (effet ou objet)...
Nombre de systèmes de règles déduisent la valeur d'une compétence à partir de celle d'une caractéristique. Si l'entraînement permet de faire monter une compétence, une meilleure caractéristique associée offre un meilleur score de départ.
Une évolution subséquente est de ne plus lier la compétence à une et une seule caractéristique mais de la traiter comme un bonus applicable à la caractéristique la plus adaptée. Ainsi, un jet sous la compétence "conduite" dépendra de la Dextérité si le héros doit passer très vite dans une zone étroite, des Réflexes dans le cas d'une poursuite, de l'Endurance s'il doit rouler à grande vitesse toute la nuit...
L'ensemble des compétences d'un personnage peut parfois fixer son niveau à la place de l'expérience. L'amélioration d'une compétence passe, selon les cas, par sa pratique, par l'entraînement, par la lecture de livres ou par l'attribution de points de compétence donnés à chaque niveau, entre autres procédés.